# Archiwum Państwowe w Gdańsku
Das Archiwum Państwowe w Gdańsku (AP) (deutsch Staatsarchiv Danzig) ist das Staatsarchiv in Danzig in der Woiwodschaft Pommern in Polen. Es erschließt die historischen Archivbestände der Hansestadt, von Behörden und Verwaltungen, sorgt für deren Erhaltung und macht sie der Öffentlichkeit zugänglich. Es hat seit seiner Gründung im Jahr 1901 durch die Zugehörigkeit zu vier Staaten eine wechselvolle Geschichte erfahren.

## Übersicht

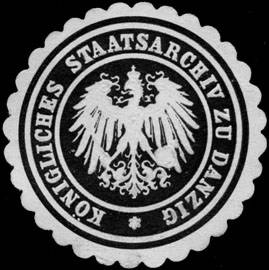
Siegelmarke des Archivs

- 1901–1918 Königliches Staatsarchiv für Westpreußen / Königliches Staatsarchiv zu Danzig – Deutsches Kaiserreich
- 1920–1939 Staatsarchiv der Freien Stadt Danzig – Freie Stadt Danzig
- 1940–1945 Reichsarchiv Danzig – Großdeutsches Reich
- 1945–1952 Archiwum Państwowe – Republik Polen
- 1952–1983 Wojewódzkie Archiwum Państwowe w Gdańsku – Volksrepublik Polen
- seit 1983 Archiwum Państwowe w Gdańsku – Volksrepublik Polen / Dritte Polnische Republik[1]

## Geschichte

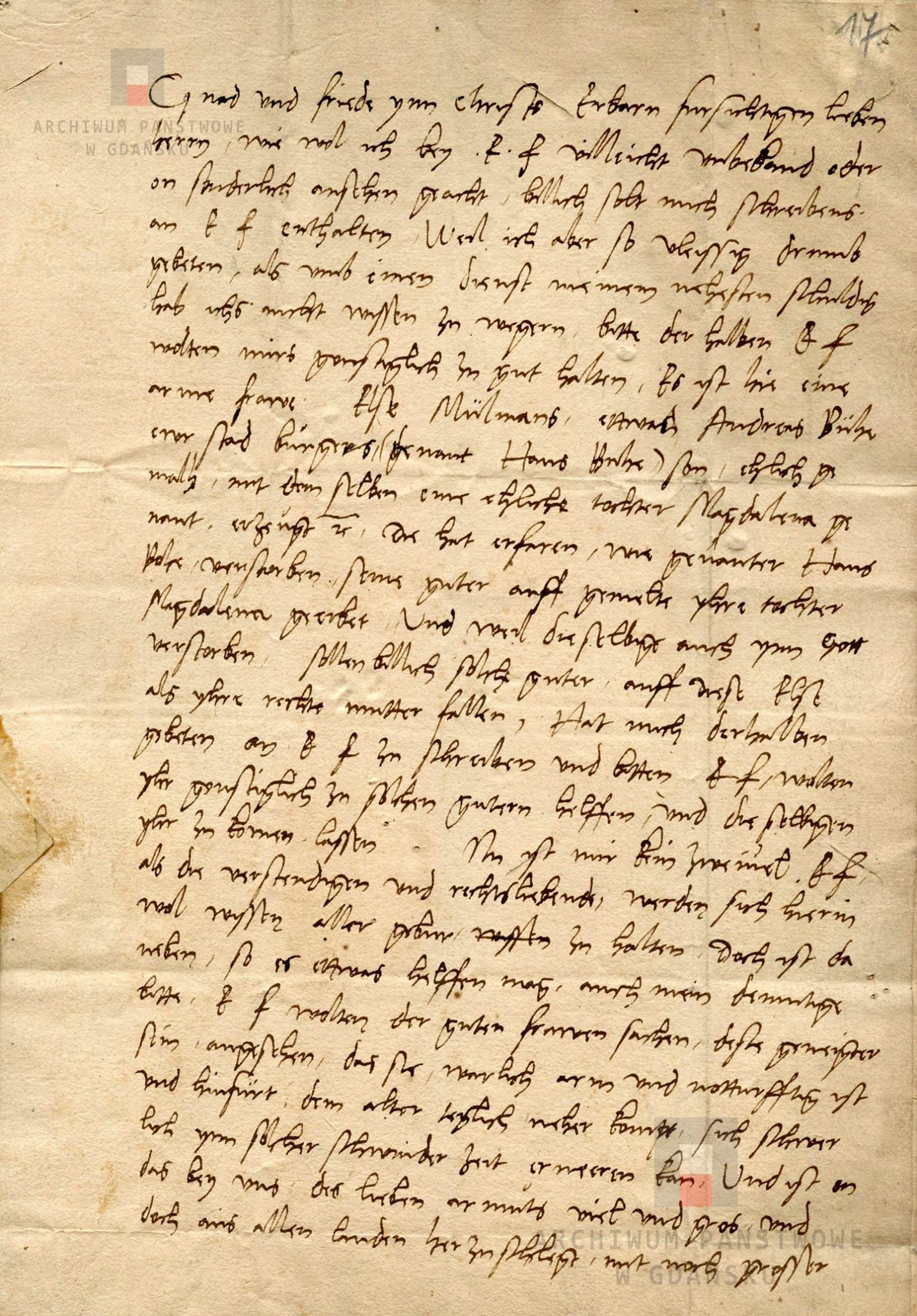
Brief Martin Luthers an den Rat der Stadt Danzig (1532)

Das Archiv wurde als Königliches Staatsarchiv für Westpreußen in Danzig am 1. April 1901 im Danziger Rathaus eröffnet. Der Umzug in das eigene Gebäude am Hansaplatz (heute ul. Wały Piastowskie 5) fand im Dezember 1902 und die feierliche Einweihung am 14. Februar 1903 statt. Vorausgegangen war eine Initiative wissenschaftlicher Kreise der Provinz Westpreußen des Deutschen Kaiserreichs wurde von wissenschaftlicher Kreise vorgebracht. Am 11. Dezember 1899 verpflichtete sich die Stadt, ein Grundstück kostenlos an die Staatskasse zu übertragen und ihre Archivsammlungen zu übergeben. Der Regierungsbezirk Danzig verpflichtete sich seinerseits auf dem Grundstück ein Staatsarchiv zu errichten. Die Generaldirektion des Preußischen Staatsarchivs in Berlin beauftragte Otto Meinardus aus Wiesbaden mit der Organisation des Archivs. Im Oktober 1901 übergab er die Leitung an Max Bär. Er wurde bekannt durch die archivische Verzeichnung nach dem „Bär’schen Prinzip“.
Bis zum Ausbruch des Ersten Weltkriegs bestand der wesentliche Teil der Archivalien neben denen der Stadt aus Akten des Staates, der Kirche, der Wirtschaft und der Gerichtsverwaltung, die aus dem Staatsarchiv in Königsberg übernommen wurden. Eine zweite Gruppe von Akten wurde von Archivaren gesammelt und umfasste Archivgut weiterer Städte sowie von Zünften, Vereinen, Klöstern und Kirchen ein. Eine weitere Quelle für den Zufluss waren zeitgenössische staatliche Institutionen.
Adolf Warschauer wurde 1912 als erster Jude Direktor eines preußischen Staatsarchivs. Karl Joseph Kaufmann übernahm 1919 und übergab 1929 die Leitung an Walther Recke. Dieser trat 1937 der NSDAP bei und übernahm im selben Jahr einen Lehrstuhl für Geschichte an der Technischen Hochschule Danzig. Nach dem Überfall auf Polen kamen 1939 Akten der wichtigsten Ämter sowie der internationalen Institutionen des Danziger Freistaats in das Reichsaußenministerium in Berlin, andere wurde vom nunmehrigen Reichsarchiv Danzig übernommen. 
Reckes Nachfolger wurde 1941 Ulrich Wendland, der die Flüchtung des Archivs leitete und 1945 die Leitung des „Hauptarchivs für Behördenakten“ (seit 1963 „Geheimes Staatsarchiv Preußischer Kulturbesitz“) in Berlin-Dahlem übernahm. Ende 1944 kamen die wertvollsten Sammlungen nach Pommern oder noch weiter nach Westen. Im März 1945 verbrannten das Archivgebäude und der verbliebene Aktenbestand wie auch in der Stadt ausgelagerte Sammlungen. Nur die Akten in den Kellern des Archivgebäudes blieben erhalten.
Die polnischen Behörden sorgten für Überwachung der Akten und verbleibenden Gebäudeteile. Die Leitung des Archivs übernahm Marcin Dragan, der seit 1930 das Archiv des Polnischen Generalkommissariats in der Freien Stadt Danzig leitete. Das Staatsarchiv wurde auf Anordnung des Bildungsministers am 17. Dezember 1946 wiedereröffnet. Seine Hauptaufgaben waren der Wiederaufbau des Gebäudes, die Wiederanlage der bis 1945 gesammelten historischen Aktenbestände sowie die Sicherung und Sammlung der in Danzig verbliebenen Akten deutscher Ämter. Forscher hat seit dem 18. Oktober 1947 Zugriff auf diese Bestände. Drei Jahre später beschäftigte das Staatsarchiv 11 Mitarbeiter und hatte erneuerte Lagerräume. Der Bestand umfasste 2295 Meter.
Die Rückgewinnung von Beständen aus Deutschland und der Sowjetunion erfolgte in den Jahren 1947, 1957–1958 und 1963–1965. Dabei konnte etwa 50 Prozent der Vorkriegsbestände zurückgewonnen werden, 30 Prozent galten als beschädigt und etwa 20 Prozent als verloren.
Neue Zugänge kamen von den neugegründeter Institutionen. Andererseits wurden 1950, nach Veränderungen im politischen System, Archive der Powiate neu aufgebaut. In der Woiwodschaft Danzig betraf das Elbląg (Elbing), Gdynia (Gdingen) und Wejherowo (Neustadt in Westpreußen), seit 1952 Malbork (Marienburg) sowie seit 1955 in Tczew (Dirschau) und Danzig, letztere wurden 1973 und 1967 wieder aufgelöst. In den Jahren 1950–1954 betreute das Staatsarchiv in Danzig auch die Woiwodschaft Koszalin (Köslin) und überwachte die Archive der Powiate in Słupsk (Stolp) und Szczecinek (Neustettin). Nach der Verkleinerung der Woiwodschaft Danzig 1975 kamen 1983 die Bestände der Powiat-Archive in das Danziger Staatsarchiv. Die neugegründete Woiwodschaft Elbląg wandelte das Archiv Malbork in ein Staatsarchiv um und schloss das Archiv in Elbląg. 
Die Feierlichkeiten zum 100. Jubiläum des Archivs fanden 2001 statt. Am 7. Juni wurde eine Ausstellung mit dem 100 Jahre Staatsarchiv in Danzig vom Staatsarchiv zusammen mit dem Nadbałtyckie Centrum Kultury (NCK) eröffnet. Die Ausstellung zeigte die Geschichte der Institution als auch Archivgut in Originalen oder in Form einer Multimediapräsentation. Am 8. Juni fand die Jubiläumssitzung statt, bei der zahlreiche Vorträge gehalten wurden.

## Bestände und Sammlungen
Im Jahr 2008 verfügten das Staatsarchiv in Danzig und seine Zweigstelle in Gdynia (Gdingen) über insgesamt 1.050.276 Akten, die 12,6 Laufkilometer ausmachten. Das RISM-Bibliothekssigel ist PL-GDap.